# Ливърпул
 Тази статия е за града в Англия.  За местния футболен отбор вижте Ливърпул (отбор).  
Ливърпул (на английски: Liverpool) е град в Северозападна Англия, разположен от северната страна на естуара на река Мърси. Градът е административен център на графство Мърсисайд. Ливърпул е град и столичен квартал в Мърсисайд, Англия. С население от 498 042 души през 2019 г., това е десетият по големина английски град.  Според данни от 2011 г., градската зона на Ливърпул (без предградията) има 864 122 жители (6-та по големина градска зона в Обединеното кралство), а населението на цялата агломерация е 2 241 000 души. 

## История
Въпреки че разполага с харта, дадена му от крал Джон Безземни през 1207 г., когато затлачването на устието на река Ди лишава Честър от водещата позиция в търговията с Ирландия и когато се разраства търговията с роби. Именно последната води до построяването на първия док през 1715 г. Оттогава до забраната на тази търговия в Британската империя през 1807 г. Ливърпул има водеща роля в търговията с роби срещу огнестрелно оръжие, алкохол и текстилни стоки. Стоките са превозвани с 1700 кораба до Западна Африка, където са разменяни срещу роби, които са откарвани до Антилските острови и Америка, където отново са разменяни срещу захар, ром, тютюн и памук.
И по-късно Ливърпул запазва търговското си влияние, тъй като в периода 1830 – 1930 г. от града до Америка и Австралия са превозени повече от 9 милиона европейски емигранти. По това време доковата мрежа в пристанището е с дължина повече от 7 мили. Значението на града и пристанището не отслабват и през Втората световна война, когато тук пристигат стоките и другите запаси от Америка, както и един милион презокеански войници в подготовка за Втория фронт (1944). Пак оттук се координират трансатлантическите конвои и битката с германските подводници. Същевременно градът е обект на ожесточени германски бомбардировки.
След войната Ливърпул преживява десетилетия на икономическа разруха, която за района е много по-тежка, отколкото за други английски градове. Едва през 1990-те години в Ливърпул започва оживление поради успешната замяна на традиционните индустрии с дейности в областта на информационните технологии, биотехнологиите и финансовите услуги.

## Забележителности
В Ливърпул има две големи катедрали – англиканска и католическа. Англиканската катедрала е построена от червен пясъчник в неоготически стил в периода 1902 – 1978 г. и е най-голямата на Острова. Тя е дело на сър Джайлс Джилбърт Скот. Кулата ѝ е с височина 110 m и от нея се разкрива гледка към града и околностите.
Католическата общинска катедрала е завършена през 1967, дело на сър Едуин Лютиен, по-голяма от „Св. Петър“ в Рим. Има модерен вид с кръгла форма; наричана е от местните жители „Вигвама на Пади“ и „Комина на Мърси“.
Изключително ефектни са трите сгради в района на пристанището:
- Сградата на пристанището, построена 1907
- Сградата на параходството „Кунард“ – в стила на италиански дворец, построена 1913
- Сградата „Ливър“, изградена като сграда на дружеството „Роял Ливър“ (1910), висока 97 m, на върха ѝ е поставена медна скулптура на птицата ливър (5,5 m), която е символ на града.

Централната гара на Ливърпул „Лайм Стрийт“ по време на построяването се (1867) е била най-голямата в света. Албърт Док е построен през 1846, когато пристанището на града е било световен лидер, и се използва до 1972 г. През следващото десетилетие е реконструиран в бизнес и културен център.
Ливърпул е и родното място на една от най-значимите рок-групи в историята на музиката – Бийтълс и от 2001г. летището носи името на Джон Ленън.
През 2008 г. градът е европейска столица на културата.

## Спорт
Градът има 2 професионални футболни отбора – „Ливърпул“ и „Евертън“. Тимът „Транмиър Роувърс“ погрешно е считан за отбор от Ливърпул. Действително той е от град Бъркънхед, който се намира зад река Мърси.

## Побратимени градове
- Кьолн, Германия
- Коринто, Никарагуа
- Дъблин, Ирландия
- Ливърпул, Нов Южен Уелс, Австралия
- Одеса, Украйна
- Бургас, България
- Ротердам, Холандия
- Шанхай, Китай
- Халифакс, Канада

## Известни личности
Родени в Ливърпул
- Стивън Бакстър (р. 1957), писател
- Клайв Баркър (р. 1952), писател
- Кенет Боулдинг (1910 – 1993), икономист
- Джон Ленън (1940 – 1980), музикант
- Пол Макган (р. 1959), киноартист
- Пол Маккартни (р. 1942), музикант и композитор
- Мей Уити (1865 – 1948), актриса
- Пийт Бърнс (1959–), музикант

Починали в Ливърпул
- Матю Арнолд (1822 – 1888), писател

Други личности, свързани с Ливърпул
- Шаби Алонсо (р. 1981), испански футболист, работи в града от 2004
- Рафаел Бенитес (р. 1960), испански футболен треньор, работи в града от 2004
- Стивън Джерард (р. 1980), английски футболист, възпитаник на отбора на Ливърпул
- Йежи Дудек (р. 1973), полски футболист, работи в града от 2001
- Константинос Кавафис (1863 – 1933), поет, живее в града през 1870 – 1882
- Рей Клемънс (р. 1948), футболист, работи в града през 1967 – 1981
- Иън Ръш (р. 1961), футболист, работи в града през 1980 – 1987 и 1988 – 1996
- Роби Фаулър (р. 1975), английски футболист, познат като легендарна фигура в отбора на Ливърпул.
- Натаниел Хоторн (1804 – 1864), американски писател, консул в града през 1853 – 1857
- Уейн Рууни (р. 1986), английски футболист, възпитаник на Евертън